# Saartjie Baartman
Saartjie Baartman, prawdziwe imię Sawtche, zwana hotentocką Wenus, urodzona prawdopodobnie w pobliżu rzeki Gamtoos (obecnie Prowincja Przylądkowa Wschodnia w Południowej Afryce) około 1789 roku. Pochodziła z ludu Khoikhoi (khoisan), najstarszego w południowej części Afryki. Zmarła 29 grudnia 1815 roku w Paryżu.
Jej historia, często przytaczana jako przykład, ilustruje sposób, w jaki Europejczycy traktowali w jej czasach osoby uważane za należące do rzekomych „niższych ras”. Jest również symbolem nowej, rewindykacyjnej postawy ludów tubylczych dotyczącej odzyskiwania dóbr kultury i szczątków ludzkich znajdujących się w muzeach na całym świecie.

## Historia Saartjie Baartman
Pochodząca z dwóch południowoafrykańskich grup etnicznych – Khoikhoi od strony ojca i Buszmenów od strony matki – Sawtche wraz z trzema braćmi i dwiema siostrami była od najmłodszych lat niewolnicą na farmie Burów. Zgodnie z praktyką kolonialną, prawny właściciel nadał jej holenderskie imię Saartjie, będące zdrobnieniem imienia Sarah. Jej prawdziwe nazwisko nie jest znane.
W 1807 roku trzy siostry Sawtche stały się przedmiotem wymiany handlowej i zostały wysłane do sąsiedniej farmy, należącej do brata Petera, Hendricka (lub Hendrycka) Caesara, który nabył je w zamian za tytoń i alkohol, dwie popularne wówczas używki kolonialne. Według opowiadań Sawtche, to wtedy wydano ją za mąż za Khoikhoi, z którym miała dwoje dzieci.

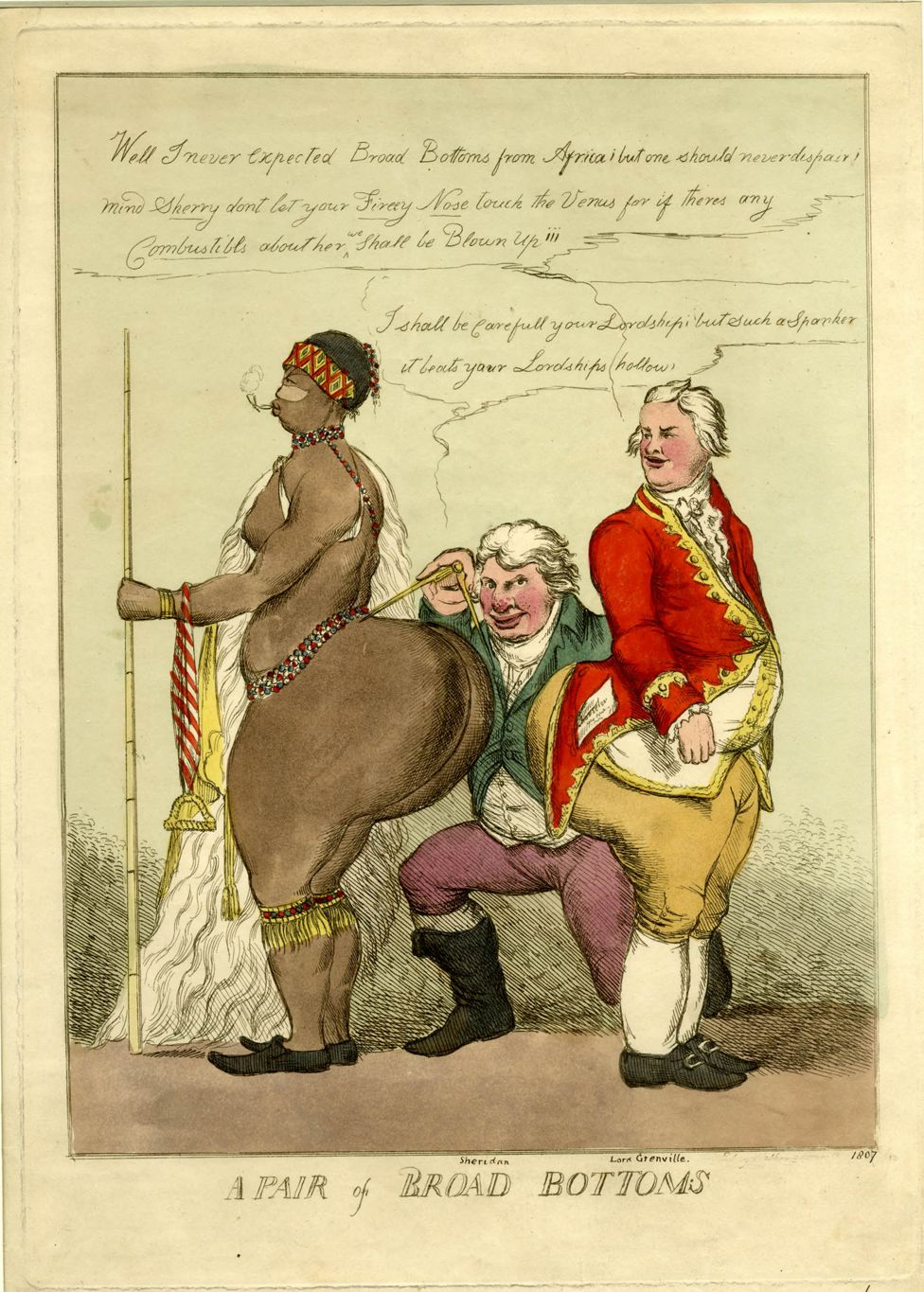
„A Pair of Broad Bottoms” (z ang. „Para rubasznych pośladków”) – karykatura Williama Heatha, 1810

W 1810 roku Aleksander Dunlop, chirurg brytyjskiej marynarki wojennej, przy okazji wizyty u rodziny Caesar odkrył nieznaną wówczas Europejczykom morfologię Saartjie: przerost bioder i pośladków (steatopygia) i wystające wargi sromowe (fartuszek hotentocki). Dunlop zbliżał się wtedy do emerytury, co wiązało się ze znacznym spadkiem dochodów. W sprowadzeniu Saartjie do ludzkiego zoo w Europie i wystawianiu jej jako „osobliwego okazu” przedstawicielki skolonizowanych ludów Afryki widział dochodowy interes. Przekonał Hendricka do udziału w takowym przedsięwzięciu i wszyscy troje 7 kwietnia 1810 roku wsiedli na pokład statku HMS Diadem, udającego się do Anglii. Kobieta dobrowolnie uczestniczyła w wyprawie: w zamian za demonstracje swojego ciała i pokazy tańca przy dźwiękach instrumentu zwanego goura, impresario obiecał jej wolność i fortunę.

### Anglia
Dotarłszy do Londynu we wrześniu 1810 roku, Sawtche została cyrkową atrakcją. Była wystawiana w znajdującej się na kilkumetrowym podwyższeniu estrady klatce, w wynajętej sali Piccadilly Street. Musiała  z tej klatki wychodzić pozwalając widowni podziwiać szczegóły swej anatomii, znosząc upokarzające spojrzenia i szyderstwa, była też dotykana przez rozochoconych widzów. W odpowiedzi na nadane jej przez londyńczyków przezwisko fat bum (z ang. „tłusty zadek”) otrzymała wówczas prześmiewczy, aczkolwiek uwodzicielski pseudonim hotentocka Wenus.
Towarzystwo Afrykańskie zareagowało pozwaniem Caesara do sądu, oskarżając go o wykorzystywanie, wystawianie w sposób nieprzyzwoity i naruszenie ustawy o zniesieniu handlu niewolnikami w Wielkiej Brytanii z 25 marca 1807 roku. Sawtche w jego obronie oświadczyła jednak, że nie działała pod przymusem. Caesar podawał się wtedy za artystę, a Dunlop sfabrykował umowę (co było najprawdopodobniej wybiegiem prawnym), według której Sawtche miała otrzymywać część zysków ze spektakli – dwanaście gwinei w roku. Trybunał ogłosił wtedy umorzenie sprawy. 9 grudnia 1811 roku, za specjalnym pozwoleniem biskupa Chester, odbył się jej chrzest w katedrze w Manchesterze pod europejskim imieniem Sawtche i nazwiskiem Baartman – być może w odniesieniu do brody zdobiącej Hendricka Caesara: Baartman oznacza w języku afrikaans „brodaty”. Wkrótce potem była nadal wystawiana na północy Anglii i Irlandii.

### Francja

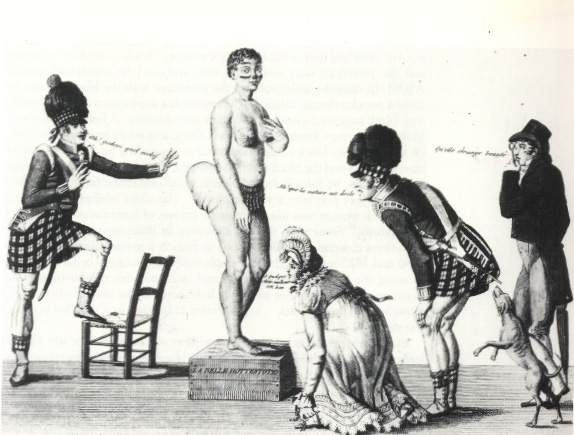
„Piękna Hotentotka”, satyryczny rysunek ilustrujący modę na ludzkie zoo

Nieprzyzwoite pokazy zaczęły jednak nużyć brytyjską publiczność, co zmusiło Sawtche i jej „opiekunów” do emigracji do Holandii, a we wrześniu 1814 roku do Francji, krajów w których handel niewolnikami nadal był legalny. Tam znów była wyzyskiwana, tym razem przez Henry’ego Taylora, kolejnego organizatora objazdowych występów, następnie przez wystawcę egzotycznych zwierząt o nazwisku Reaux, który pobierał po 3 franki za oglądanie jej i dotykanie w szynkach, po czym stała się obiektem seksualnym (prywatne „belles soirées” dla arystokracji i prostytucja) i popadła w alkoholizm.

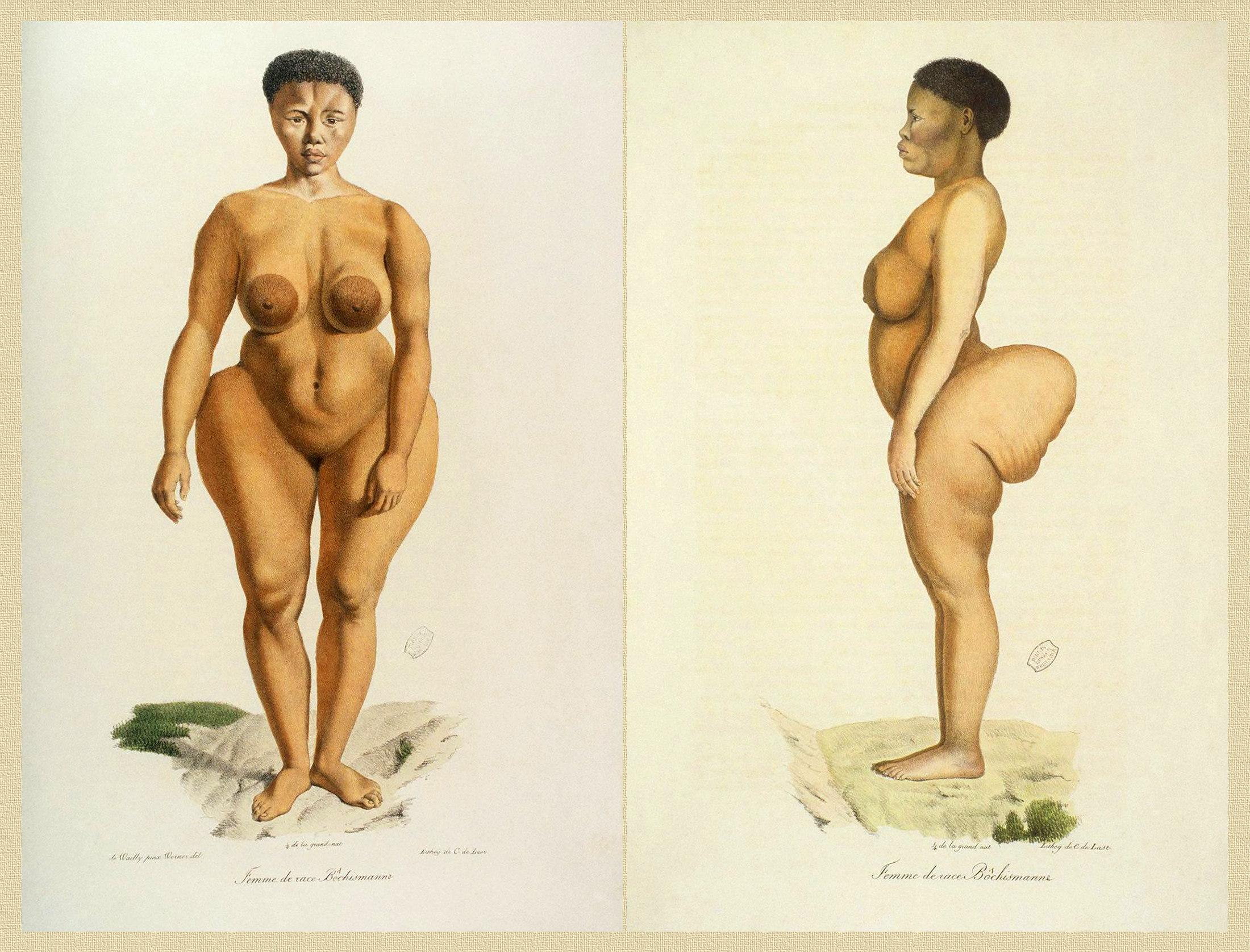
Sawtche, badana jako przedstawicielka rasy buszmenów, Historia Naturalna Ssaków, tom II, Cuvier, Werner, de Lasteyrie

W marcu 1815, profesor zoologii i dyrektor Muzeum Historii Naturalnej w Paryżu, Étienne Geoffroy Saint-Hilaire zwrócił się z prośbą o możliwość zbadania „cech wyróżniających tę ciekawą rasę”. Uczestnictwo w jarmarcznych widowiskach zostało tymczasowo zastąpione rolą przedmiotu naukowych badań: nago, przed oczyma malarzy i naukowców, wśród nich zoologa i anatomisty porównawczego Georges’a Cuviera. Sprawozdanie kawalera cesarstwa Étienne Geoffroy Saint-Hilaire porównywało jej „przednią część pyska jeszcze obszerniejszą niż u orangutana” i „nadzwyczajny rozmiar pośladków” z wyglądem samic małp lapunder i Mandrillus podczas menstruacji. Mierzona w każdym calu przez całe trzy dni, Saartjie odmawiała jednak odsłonięcia swojego „genitalnego fartucha” (fartuszek hotentocki, zwany też makronimfią), co wprawiało Cuviera we wściekłość.
Żyjąca w nędzy i mieszkająca w slumsach Saartjie Baartman umarła piątkowej nocy, 29 grudnia 1815 roku, na zapalenie płuc lub na zdiagnozowaną przez Cuviera podczas autopsji chorobę zapalną, prawdopodobnie ospę, a nawet kiłę.

### Eksponat
Po wykupieniu ciała Cuvier zlecił wykonanie całkowitego odlewu.
Utrzymując, że Saartjie jest dowodem niższości pewnych ras, w imię postępu ludzkiej wiedzy rozpoczął on wnikliwą analizę jej zwłok. Po dyssekcji mózg, odbyt i narządy płciowe zostały zakonserwowane w słoikach wypełnionych formaliną, po czym Cuvier przeszedł do wyodrębnienia szkieletu i odbudował go całkowicie, kość po kości. W 1817 roku przedstawił wyniki swojej pracy w publikacji Uwagi na temat ciała kobiety znanej w Paryżu jako Hotentocka Wenus w audytorium Académie nationale de médecine.
Raport Cuviera przeciwstawia się rasizmowi i uprzedzeniom tamtej epoki: Dziś, kiedy potrafimy odróżniać rasy poprzez szkielet głowy, gdy posiadamy tak liczne zmumifikowane ciała starożytnych Egipcjan, z łatwością możemy się upewnić, że jakikolwiek byłby kolor ich skóry, należeli oni do tej samej rasy ludzi co my; mieli czaszkę i mózg tak samo duże; słowem, nie stanowili wyjątku od tego okrutnego prawa natury, które zdaje się skazywać na wieczną niższość rasy o czaszce zapadłej i spłaszczonej. Cuvier opisał wreszcie Panią Baartman jako dzikuskę wartościową, znającą trzy języki i uzdolnioną muzycznie.
Odlew ciała Sawtche i jej szkielet wystawiane były w galerii antropologii fizycznej utworzonego w 1937 roku paryskiego Musée de l’Homme. Dopiero w 1974 zostały ostatecznie przeniesione do magazynów muzeum (odlew wystawiany był jeszcze przez dwa lata w sali prehistorii). W 1994, odlew i szkielet opuściły magazyny z okazji prezentacji wystawy Rzeźba etnograficzna XIX wieku, od Hotentockiej Wenus do Tehury Gauguina najpierw w Musée d’Orsay, następnie w Arles.

### Pogrzeb po latach
Od początku lat czterdziestych pojawiały się  sporadyczne prośby RPA o zwrócenie szczątków Sawtche Baartman. W 1994 roku, krótko po zakończeniu apartheidu, lud Khoikhoi zwrócił się z apelem do Mandeli o zażądanie zwrotu szczątków Sawtche, by móc ofiarować jej pogrzeb i przywrócić godność. Mobilizacja obywateli RPA była tak wielka, że Sawtche stała się mitem wielu artystów. Bardzo dużą rolę odegrał w niej  wiersz A poem for Sarah Bartman południowoafrykańskiej pisarki Diany Ferrus, opublikowany w 1998 roku. Starania te początkowo spotkały się z odmową władz i naukowców, w imię niezbywalnego dziedzictwa państwa i nauki, jednak po przegłosowaniu 6 marca 2002 roku specjalnej ustawy o restytucji dóbr kultury Francja zwróciła szczątki.
3 maja 2002 roku  szczątki Sawtche Baartman zostały uroczyście przywitane na Przylądku. 9 sierpnia 2002 roku (to data symboliczna, Narodowy Dzień Kobiet w RPA), po ekumenicznej ceremonii i oczyszczeniu, zostały złożone na łożu suchych ziół i podpalone, zgodnie z rytuałem ludu, do którego należała. Została pochowana na wzgórzu Vergaderingskop, niedaleko swojej rodzinnej wioski Hankey, w obecności prezydenta Thabo Mbeki, licznych ministrów, oraz szefów społeczności Khoikhoi.